# Accidente del Cessna 206 en Colombia en 2023
El 1 de mayo de 2023, una avioneta Cessna 206 con siete personas a bordo se estrelló en la selva del departamento de Caquetá, Colombia. Dos de los ocupantes, el piloto y el copiloto, fallecieron en el impacto, mientras que cuatro pasajeros, Lesly Jacobombaire Mucutuy (13), Soleiny Jacobombaire Mucutuy (9), Tien Ranoque Mucutuy (5) y Cristin Ranoque Mucutuy (1), sobrevivieron al accidente. La madre sobrevivió varios días y falleció, dejando a los niños a su suerte. Los niños, de entre 11 meses y 13 años, sobrevivieron 40 días en el bosque lluvioso antes de ser rescatados por el ejército colombiano y voluntarios de grupos indígenas locales.

## Historia del vuelo
La aeronave Cessna 206, operada por Avianline Charters, despegó la mañana del 1 de mayo de 2023 del Aeropuerto de Araracuara, Colombia, en un vuelo chárter nacional con destino a San José del Guaviare, a 220 millas (354 km) al norte. A las 7:34 a. m., hora local, el piloto realizó una llamada de socorro informando de una falla del motor, y poco después se perdió el contacto por radio. La Fuerza Aeroespacial Colombiana envió de inmediato aeronaves para rastrear la zona: un Basler BT-67 y un helicóptero Bell Huey.

## Pasajeros y tripulación
A bordo de la aeronave viajaban el piloto, Hernando Murcia Morales, y seis pasajeros: Magdalena Mucutuy Valencia, madre de familia, con sus cuatro hijos de aproximadamente 13, 9, 4 y 1 años, y Herman Mendoza Hernández, líder indígena local. El piloto y Mendoza fallecieron en el impacto y la madre falleció cuatro días después. Los cuatro hermanos sobrevivieron. La familia pertenecía a los Uitoto, un grupo indígena familiarizado con el entorno selvático y a quienes se les enseña a cazar, pescar y recolectar desde pequeños.

## Búsqueda y rescate
Después del accidente, como posteriormente relataron los niños a las autoridades, su madre los instó a "salir y buscar ayuda".Los cuatro niños se alejaron de los restos y comenzaron a vagar por el bosque,sobreviviendo comiendo harina de yuca recuperada de los restos del avión, frutas de palmeras de Bacaba y semillas de árboles de avichure en sus alrededores, basados en su conocimiento de las plantas nativas como miembros del grupo indígena Uitoto.

### Búsqueda
Equipos de búsqueda y rescate del ejército colombiano y de las comunidades indígenas locales comenzaron a buscar los restos del avión en la zona. Localizaron los restos del Cessna el 15 de mayo, dos semanas después del accidente. El presidente colombiano, Gustavo Petro, tuiteó inicialmente que se había encontrado a los niños en ese momento, pero se retractó de ese tuit menos de 24 horas después. También encontraron objetos pertenecientes a los niños, incluyendo una botella de agua y restos de un refugio improvisado, lo que sugiere que podrían estar vivos.Una semana después se encontró una pequeña huella.Se utilizaron altavoces con un alcance de una milla para transmitir mensajes en lengua uitoto a los niños, aconsejándoles que permanecieran en un lugar para que los buscadores pudieran encontrarlos.El director del Instituto Colombiano de Bienestar Familiar explicó que el hecho de que "la selva estuviera en cosecha" permitió que los niños encontraran y comieran frutas que estaban en flor.
Durante la operación de búsqueda, Wilson, un pastor belga de búsqueda y rescate que ayudó a los rescatistas a encontrar un camino que finalmente condujo al paradero de los niños, desapareció.Para encontrarlo se lanzó una operación posterior que duró dos semanas con más de 70 hombres, pero sin éxito.

### Rescate
Cuarenta días después del accidente, el 10 de junio de 2023, los cuatro niños fueron encontrados y evacuados a la capital colombiana, Bogotá, para recibir tratamiento médico.Según los rescatistas, los niños estaban desnutridos y tenían muchas picaduras de insectos, pero no tenían problemas de salud importantes.Para cuando se encontraron los niños, unos 150 soldados y rescatistas, junto con 200 voluntarios de grupos indígenas locales, los buscaban. El presidente Petro afirmó que era «un ejemplo de supervivencia total que quedará grabado en la historia».

## Consecuencias y batalla por la custodia
Tras el rescate de los niños, su abuelo materno, Narciso Mucutuy, solicitó que los niños fueran reubicados más cerca de su familia en Villavicencio.Se produjo una batalla por la custodia entre el padre de los dos hijos más pequeños, Manuel Ranoque, y su abuelo, quien presentó denuncias de violencia doméstica contra su padre.Los dos hijos mayores tienen un padre diferente y Ranoque no ha tenido acceso a ellos tras el accidente. Al 13 de junio de 2023, una agencia de protección infantil estaba entrevistando a familiares para determinar el acuerdo de custodia más adecuado y afirmó estar investigando las acusaciones de violencia doméstica.
La búsqueda de los niños fue el tema del documental de Netflix de 2024 The Lost Children.